# Dalton (Richmondshire)
Dalton is een civil parish in het bestuurlijke gebied Richmondshire, in het Engelse graafschap North Yorkshire met 181 inwoners.

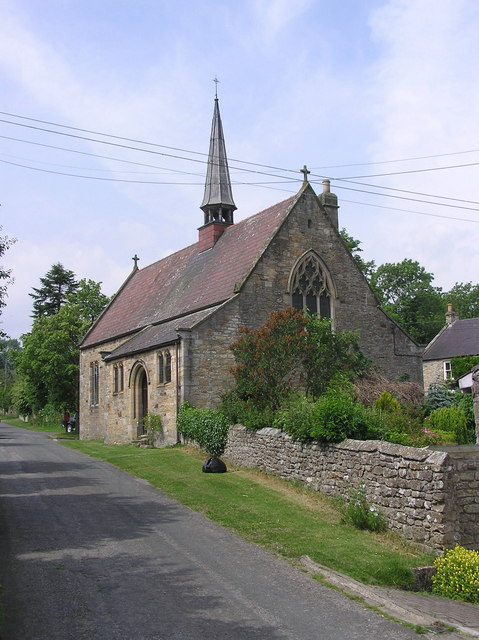
Church of St James